# Estação Encants

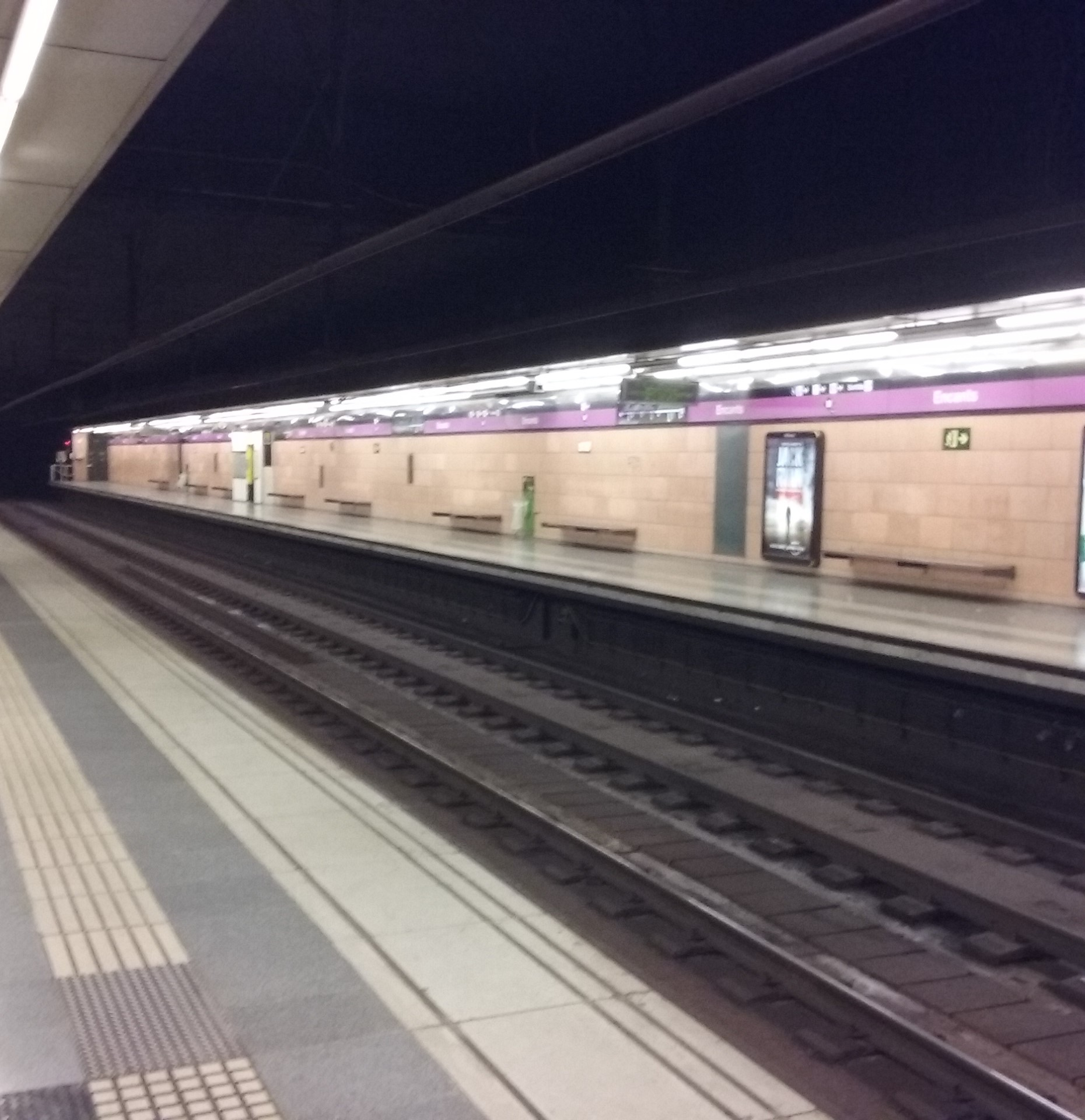
Estação Encants em 2018.

Encants é uma estação da linha Linha 2 do Metro de Barcelona. Está localizada no distrito Eixample de Barcelona. A estação tem o nome de Encants Vells e Encants Nous, dois mercados próximos.

## História
A estação Encants entrou em operação em 20 de setembro de 1997, com a extensão da linha 2 da Sagrada Família a La Pau. A cerimônia de abertura foi presidida pelo prefeito de Barcelona, Pasqual Maragall, e pelo presidente da Generalitat da Catalunha, Jordi Pujol.

## Acesso à estação
Está localizado sob a carrer de València, entre a carrer del Dos de Maig e a carrer de la Independència, e é acessível de ambos os lados da intersecção da carrer de València e Dos de Maig.
- València / Aragó
- València / Mallorca